# Johnny Mauro
 (octobre 2023).
Si vous disposez d'ouvrages ou d'articles de référence ou si vous connaissez des sites web de qualité traitant du thème abordé ici, merci de compléter l'article en donnant les références utiles à sa vérifiabilité et en les liant à la section « Notes et références ».
Pas d'image ? Cliquez ici
Johnny Mauro est un pilote automobile américain né le 25 octobre 1910 à Denver dans le Colorado et mort le 23 janvier 2003 à Golden dans le même État d'un accident de la route. Il est connu pour avoir participé à 5 reprises aux 500 miles d'Indianapolis entre 1947 et 1952.

## Biographie
Johnny est le fils du premier concessionnaire Ferrari de Denver ce qui lui permit de participer aux 500 miles d'Indianapolis 1948 sur une Alfa Romeo 8C 308 aujourd'hui exposée dans le musée du circuit. Avant ça il y participa en 1947, puis en 1949, 1950 toujours cette Alfa Romeo et enfin en 1952 sur une Ferrari 375S.
Il crée ensuite l'United States Truck Driving School et restaure des voitures de collection comme une Ford A ou une Ferrari GTO.